# Sharon Cullinane
Sharon Cullinane, född 7 oktober 1960, är professor i hållbar logistik på Handelshögskolan vid Göteborgs universitet.

## Biografi
Cullinane disputerade 1987 vid universitetet i Plymouth(en) på en avhandling om metoder för att beakta verkliga beteenden och val vid uppskattning av kostnader för lastbilstransporter. Hon har innehaft akademiska tjänster i Egypten, Frankrike, Hong Kong och Edinburgh, och tillträdde som professor vid Handelshögskolan vid Göteborgs universitet 2015.
Hon har under många år forskat på energianvändning och andra klimatavtryck av transporter. Hon har bland annat lett ett tvåårigt projekt finansierat av Energimyndigheten om den energianvändning och miljöpåverkan som uppstår när konsumenter returnerar kläder de har köpt på nätet.
Hennes vetenskapliga publicering har (2021) enligt Google Scholar över 2 500 citeringar och ett h-index på 21.

### Familj
Sharon Cullinane är gift med Kevin Cullinane, professor i internationell logistik och transportekonomi vid Göteborgs universitet. De har samarbetat i flera publikationer.